# Бхимбетка
Скальные жилища Бхимбетка — памятник доисторической наскальной живописи у подножья гор Виндхья в округе Райсен индийского штата Мадхья-Прадеш. Первый подобный памятник, обнаруженный в Индии (изучается с 1957 года, но широко известен стал начиная с 1970-х). Старейшие изображения созданы в мезолите (около 12 000 лет назад), новейшие — в Средние века. В 2003 году ЮНЕСКО признало этот объект Всемирным наследием человечества.
В массивных известняковых скалах, возвышающихся над довольно густым лесом, на протяжении 10 км разбросаны семь групп естественных скальных укрытий (всего их свыше 750). Некоторые укрытия были обитаемы уже более 100 000 лет назад. 
Изображения нанесены на стены укрытий. По своему масштабу это один из крупнейших ансамблей доисторической живописи в мире. По скальной живописи можно проследить эволюцию человеческой культуры от охотников-собирателей до земледелия. Изображения каменного века включают сцены охоты и танцев, а также рисунки отдельных животных. К бронзовому веку относятся более сложные композиции (например, фигуры конных воинов). 
В 2007 году было объявлено об обнаружении в том же штате типологически сходного памятника, известного ныне как скальные жилища Амбадеви и, вероятно, созданного существенно раньше — в эпоху палеолита.